# Southwest Airlines
Southwest Airlines är ett amerikanskt lågprisflygbolag baserat i Dallas, Texas. 
Southwest Airlines var 2007 det flygbolag i världen med flest passagerare per år. Dessutom har flygbolaget den fjärde största flottan av flygplan av världens kommersiella flygbolag.
Southwest Airlines är ett av världens första lågprisflygbolag och ett av världens mest lönsamma flygbolag. Bolaget har tjänat som modell för många efterföljare, exempelvis irländska Ryanair. 

## Bolagets grundande
Southwest Airlines bildades den 15 mars 1967 av Rollin King och Herb Kelleher, ursprungligen för att betjäna tre städer i Texas, då med namnet Air Southwest. Den amerikanska flygmarknaden var vid tiden kraftigt reglerad varför tre av de etablerade flygbolagen i Texas (Braniff, Trans-Texas, och Continental Airlines) inledde en treårig juridisk kamp för att hålla Air Southwest på marken. Air Southwest vann till slut i Texas högsta domstol som slutligen fastställde att Air Southwest hade rätt att flyga i Texas. Beslutet vann laga kraft den 7 december 1970 när USA:s högsta domstol utan vidare kommentarer meddelade att man beslutat att inte pröva ärendet. Denna dag anses av många vara den dag då flygindustrins avreglering började.
Southwest Airlines grundare Herb Kelleher studerade det Kalifornien-baserade flygbolaget Pacific Southwest Airlines och använde många av flygbolagets idéer för att bilda en företagskultur i Southwest Airlines.

## Grundprinciper
Southwest Airlines drevs tidigt efter ett antal principer som genom åren bidragit kraftigt till den goda lönsamheten och som bildat skola i branschen. Vissa val har varit avsiktliga strategiska val, som att enbart använda en eller ett mycket begränsat antal flygplansmodeller, något som leder till väsentligt effektivare drift och underhållsarbete. Andra lönsamma idéer har mer varit ett svar på yttre omständigheter. Exempelvis var bolaget en föregångare med att hålla planen i luften så mycket som möjligt. Det var en konsekvens av finansiella begränsningar som gjorde att bolaget tvingades beflyga en tidtabell avsedd för fyra plan med en flotta på bara tre plan. Genom att effektivisera tiden vid terminal och anpassa tidtabellerna så effektivt som möjligt kom stora tidsbesparingar att göras. Bolaget har också valt bort flera av de större flygplatserna i USA och istället etablerat sig på sekundära flygplatser i närheten. 

## Flygplan

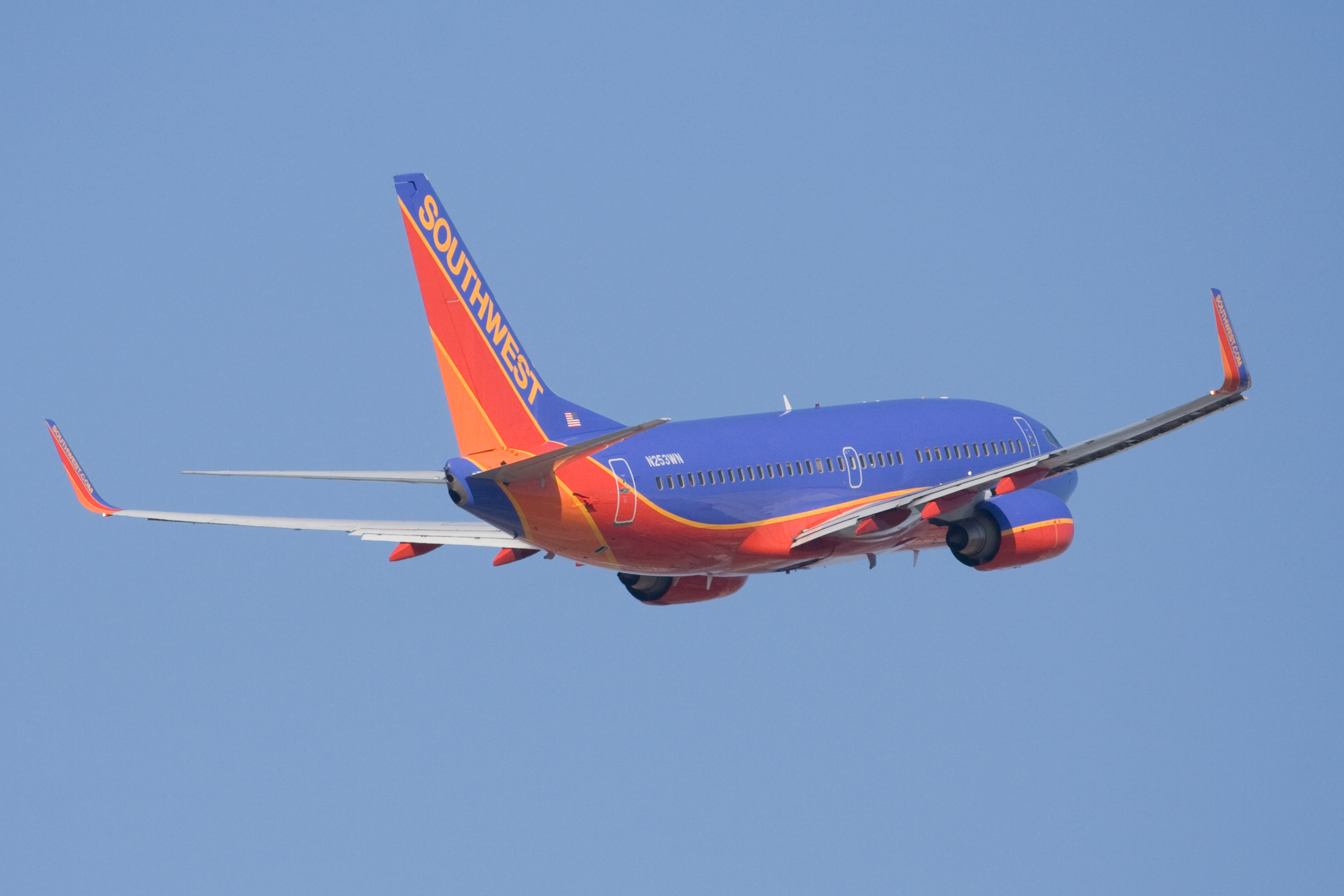
Boeing 737-700

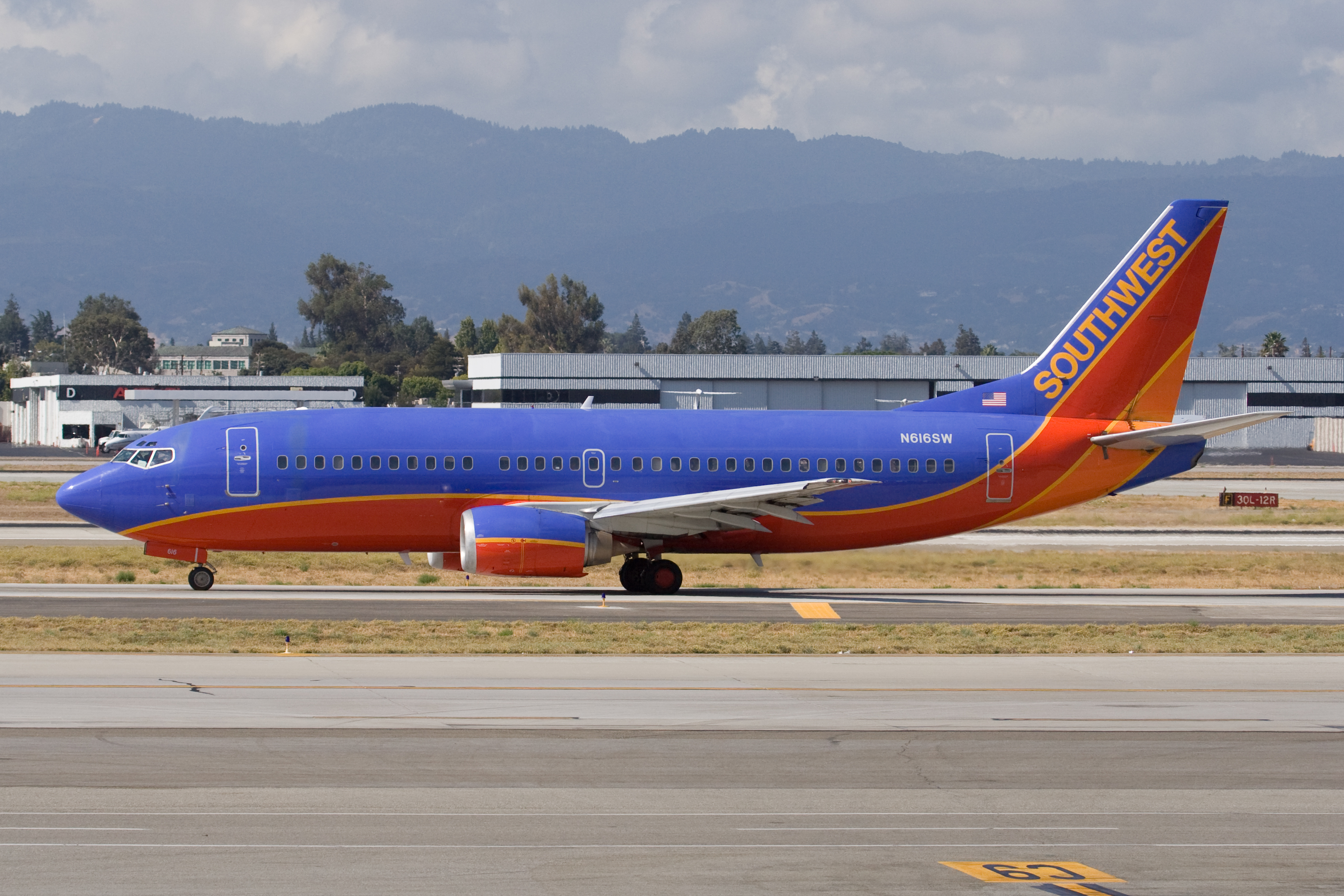
Boeing 737-300

Southwest har fler Boeing 737 än något annat flygbolag i världen.
De har varit första kund för alla tre varianter av Boeing 737 som flygbolaget nu använder, och de var det första flygbolaget att sätta både Boeing 737-500 och Boeing 737-700 i bruk. Southwest har en blandning av både gamla och nya flygplan av Boeing 737.

## Tillbud och olyckor
Southwest har haft tre större tillbud.
- Den 5 mars 2000: Southwest Airlines flyg 1455 körde av landningsbanan efter landning på Burbank-Glendale-Pasadena Airport (nuvarande Hollywood Burbank Airport) i Burbank, Kalifornien och 43 skadades. Incidenten ledde till uppsägning av piloter, och planet har avskrivits.
- Den 11 augusti 2000: passageraren Jonathan Burton bröt sig igenom dörren till förarkabinen ombord på Southwest Airlines flyg 1763 på väg från Las Vegas, Nevada till Salt Lake City, Utah. De andra passagerarna spände fast Burton som senare avled av sina skador.
- Den 8 december 2005: Southwest Airlines flyg 1248 gled av landningsbanan efter landning på Chicago Midway International Airport i tung snö. En sexårig pojke dog i en bil som blev påkörd av planet. Passagerare ombord på flygplanet och på marken rapporterade flera mindre skador.
- Den 1 april 2011: planet hade precis lyft från flygplatsen i Phoenix då taket i kabinen slets upp, piloten tog då snabbt ner planet från 11000 meters höjd till 3350 meters höjd och landade planet på en militärbas 24 mil sydväst om Phoenix. Ingen av de 118 passagerarna blev skadade, men eftersom trycket i kabinen sjönk snabbt blev flera medvetslösa.

## Kontroverser och passagerarincidenter
Den 22 juni 2011 släpptes en inspelning den 25 mars till pressen av en uppenbarligen oavsiktlig radiosändning under flygning av Southwest kapten James Taylor som samtalade med sin andrepilot. Samtalet var späckat med oanständigheter riktade mot homosexuella, överviktiga och äldre flygvärdinnor. Enligt Southwest blev piloten tillrättavisad och tillfälligt avstängd utan lön och fick mångfaldsutbildning innan han återinsattes.
Den 26 september 2017 avlägsnades en kvinna från ett flyg från Southwest efter att ha påstått att hon hade en livshotande allergi mot hundar, varav två fanns på flygplanet, varav ett var ett certifierat tjänstedjur. Southwest-anställda bad att hon skulle tillhandahålla dokumentation om sitt tillstånd och personalen bad henne lämna flygplanet flera gånger och polisen var till slut tvungen att eskortera bort henne.
År 2020 tittade en kapten på ett flyg från Southwest pornografi på en bärbar dator med kläderna borttagna medan hans kvinnliga andrepilot fortsatte med sina uppgifter. Kaptenen gick i pension innan händelsen rapporterades, men han åtalades därefter för oanständigt beteende, och flygbolaget avslutade hans pensionsförmåner.
Den 23 maj 2021 slog en kvinnlig passagerare ombord på ett flyg från Southwest upprepade gånger en kvinnlig flygvärdinna i ansiktet efter att ha landat på San Diego International Airport, vilket gjorde att värdinnan tappade två tänder. Passageraren anklagades därefter med misshandel vilket orsakade allvarliga kroppsskador.

## Fotnoter
1. ↑  Lista över världens största flygbolag
2. ↑  ”Southwest disciplines pilot for rant during flight” (på engelska). www.cnn.com. http://www.cnn.com/2011/TRAVEL/06/22/airline.pilot.rant/index.html. Läst 28 november 2022.
3. ↑  ”Southwest apologizes after woman with allergies is dragged off plane” (på engelska). NBC News. https://www.nbcnews.com/storyline/airplane-mode/southwest-airlines-apologizes-after-video-shows-woman-being-dragged-plane-n805111. Läst 28 november 2022.
4. ↑  Gant, Michelle (27 september 2017). ”Southwest Airlines passenger dragged off plane after claiming to have life-threatening pet allergy” (på amerikansk engelska). Fox News. https://www.foxnews.com/travel/southwest-airlines-passenger-dragged-off-plane-after-claiming-to-have-life-threatening-pet-allergy. Läst 28 november 2022.
5. ↑  ”Southwest pilot is accused of indecent exposure during flight” (på engelska). Dallas News. 5 april 2021. https://www.dallasnews.com/business/airlines/2021/04/05/southwest-pilot-is-accused-of-indecent-exposure-during-flight/. Läst 28 november 2022.
6. ↑  ”Ex-US airline pilot admits lewd act in cockpit mid-flight” (på brittisk engelska). BBC News. 29 maj 2021. https://www.bbc.com/news/world-us-canada-57294412. Läst 28 november 2022.
7. ↑  ”This video captures the punches that knocked out a Southwest Airlines flight attendant’s teeth” (på engelska). Dallas News. 27 maj 2021. https://www.dallasnews.com/business/airlines/2021/05/27/this-video-captures-the-punches-that-knocked-out-a-southwest-airlines-flight-attendants-teeth/. Läst 28 november 2022.

- Wikimedia Commons har media som rör Southwest Airlines.